# Route 22 (Bolivie)
Pour les articles homonymes, voir Route 22.
La route 22 (en espagnol : Ruta 22) est une route nationale de Bolivie située dans le département de Santa Cruz.
La route est ajoutée au réseau routier national (Red Vial Fundamental) par le décret suprême 25134 du 31 août 1998.

## Tracé
D'orientation nord-sud, la route 22 s'étend sur une distance de 249 kilomètres dans la partie sud-ouest du département de Santa Cruz. 
Elle relie la route 7 à Mataral et la route 9 à Ipitá. La route relie les plaines fertiles de Vallegrande et indirectement la métropole de Cochabamba au nord avec le Chaco au sud. La route traverse les contreforts sud-est de la Cordillère Orientale sur tout son parcours et est donc particulièrement montagneuse. 

## Villes traversées

### Département de Santa Cruz
- km 0 : Mataral (1 387 m), 939 habitants
- km 28 : Trigal (1 623 m): 725 habitants
- km 53 : Vallegrande (2 041 m), 9 304 habitants
- km 61 : Guadalupe (2 057 m), 711 habitants
- km 136 : Masicurí (715 m), 257 habitants
- km 249 : Ipitá (923 m), 374 habitants